# El Bañadero
El Bañadero är en ort i Mexiko.   Den ligger i kommunen Amatenango de la Frontera och delstaten Chiapas, i den sydöstra delen av landet, 900 km sydost om huvudstaden Mexico City. El Bañadero ligger 1 196 meter över havet och antalet invånare är 118.
Terrängen runt El Bañadero är bergig åt sydost, men åt nordväst är den kuperad. Runt El Bañadero är det ganska tätbefolkat, med 96 invånare per kvadratkilometer. Närmaste större samhälle är Frontera Comalapa, 13,6 km norr om El Bañadero. I omgivningarna runt El Bañadero växer huvudsakligen savannskog.